# Tratado de Adrianópolis (1568)
El Tratado de Adrianópolis de 1568 lo firmaron en la ciudad otomana homónima los representantes del emperador del Sacro Imperio Romano Germánico Maximiliano II, señor de los territorios de los Habsburgo, y los del sultán otomano Selim II el 17 de febrero de 1568. Concluyó la guerra austro-turca de 1565-1568 y marcó el comienzo un período de veinticinco años de relativa paz entre los dos imperios. Se rubricó tras la toma otomana de Bosanska Krupa, Gyula y el asedio de Szigetvár, fortaleza húngara clave que cayó en poder de los otomanos, pero a un gran costo, incluida la muerte del anterior sultán, Solimán el Magnífico.
Los embajadores de Maximiliano, el croata Antun Vrančić y el estirio Christoph Teuffenbach, habían llegado a Constantinopla el 26 de agosto de 1567. Las discusiones serias con Sokollu Mehmed Pachá probablemente comenzaron después de la audiencia ceremonial de los embajadores con Selim II. Se llegó a un acuerdo después de cinco meses de negociaciones el 17 de febrero de 1568 y el día 21 se firmó el Tratado de Adrianópolis, que puso fin a la guerra entre la Monarquía de los Habsburgo y el Imperio otomano. Maximiliano acordó pagar un «presente» anual de treinta mil ducados y reconoció esencialmente la autoridad otomana en Transilvania, Moldavia y Valaquia.